# Discite iustitiam moniti, et non temnere divos

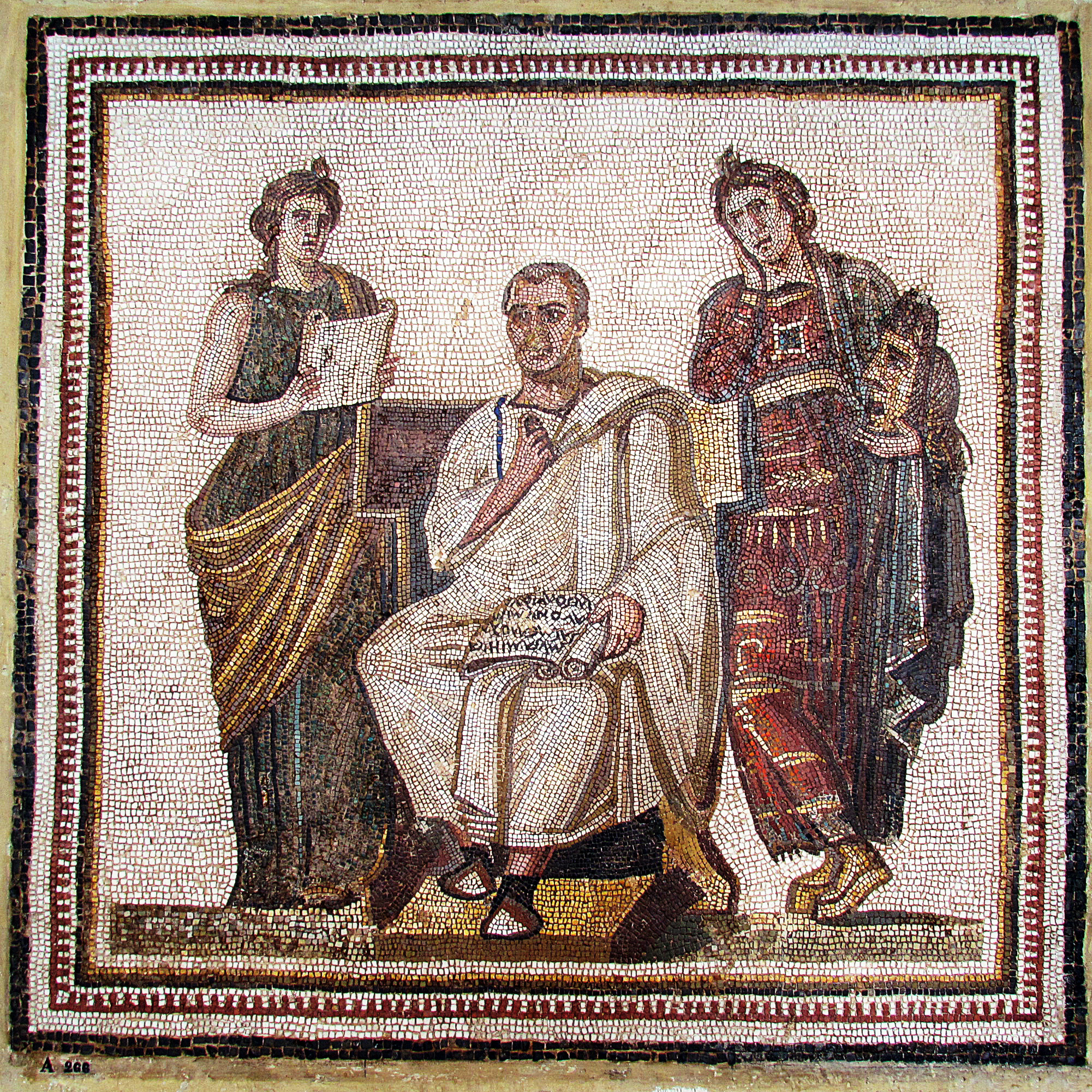
Virgilio con lEneide tra Clio e Melpomene (Museo nazionale del Bardo, Tunisi)

Discite iustitiam moniti, et non temnere divos: la frase, tradotta letteralmente, significa imparate a vivere rettamente ed a non disprezzare gli dei. (Virgilio, Eneide, VI. 620).
Flegias, secondo la mitologia, avendo saccheggiato il tempio di Delfi, fu da Apollo precipitato nel Tartaro e condannato a gridare senza tregua questo ammonimento.